# De Prinsenmolen
De Prinsenmolen is een grondzeiler uit 1648 aan de Rotte in de Rotterdamse deelgemeente Hillegersberg. In 1881 werd het stoomgemaal Berg en Broekse Verlaat gebouwd en werd de Bergsche Molen die tot dan toe samen met de Prinsenmolen de polder drooghield, afgebroken. De Prinsenmolen bemaalde tot 1966 de polder Berg en Broek, maar is tegenwoordig buiten bedrijf en heeft een woonfunctie. De Prinsenmolen is wel maalvaardig.
Eigenaar sinds 2005 is Hoogheemraadschap van Schieland en de Krimpenerwaard.

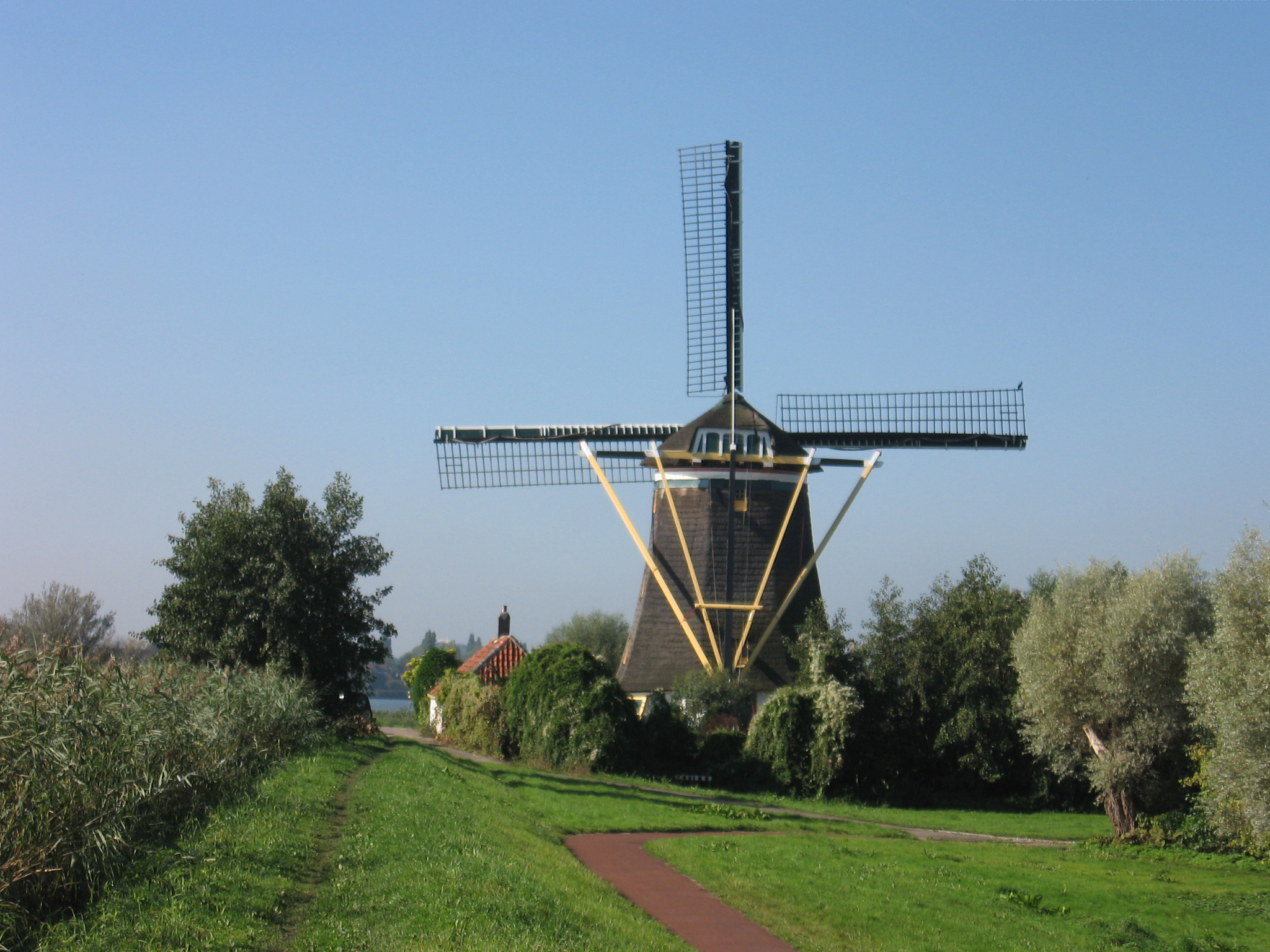
De Prinsenmolen is alleen per fiets of lopend te bereiken

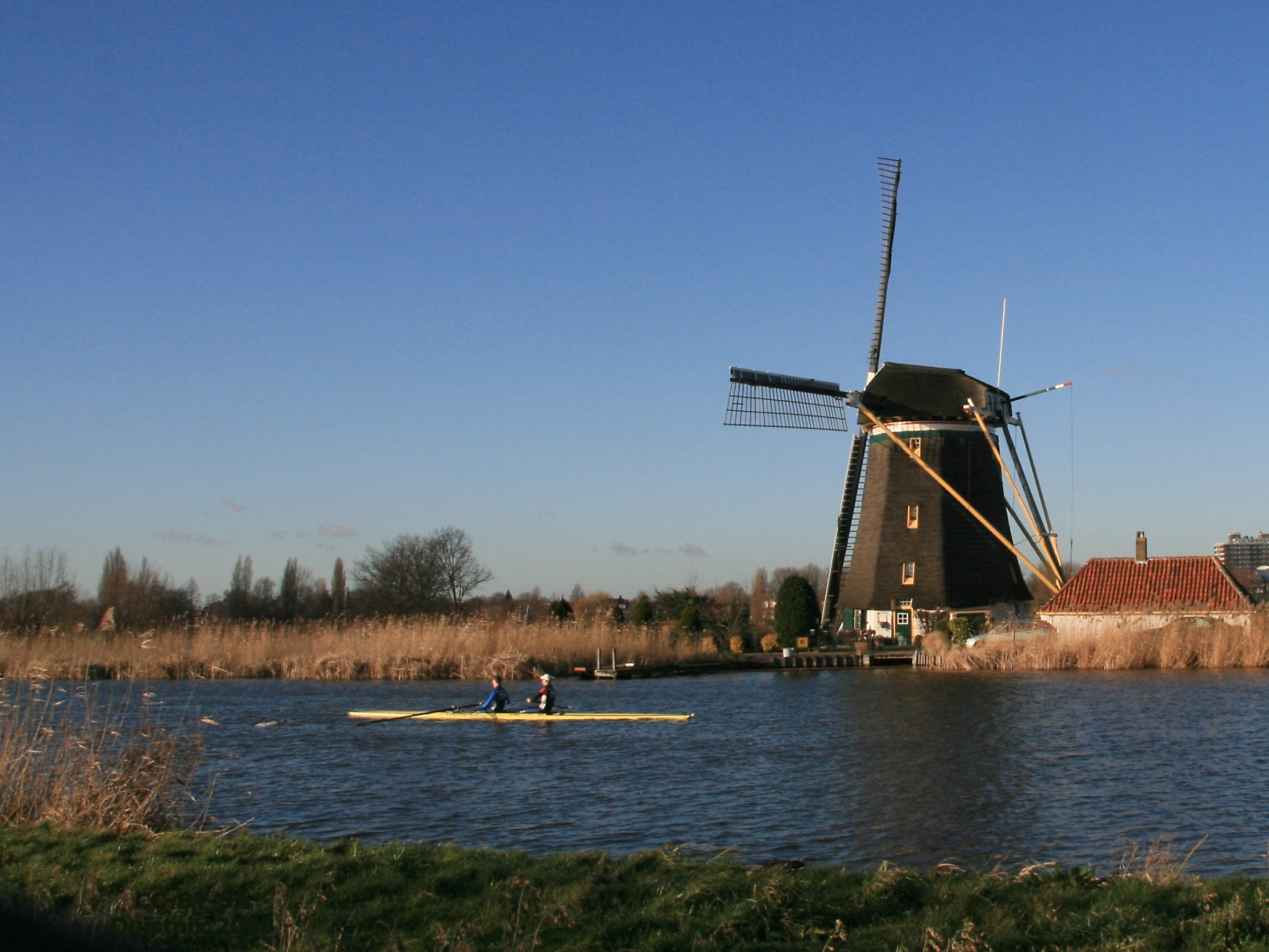
Vanaf de overzijde van de Rotte is de molen goed te zien

De Distilleerketel · De Hoop Rozenburg · De Lelie · De Nieuwlandse Molen · De Prinsenmolen · De Speelman · De Ster · De Vier Winden · De Zandweg

Voormalige molens

De Arend · De Bartholomeus Everardus · De Blauwe Molen · De Bok · De Bosland · Boezemmolen Nummer 1 · Boezemmolen Nummer 2 · Boezemmolen Nummer 3 · Boezemmolen Nummer 4 · Boezemmolen Nummer 5 · Boezemmolen Nummer 6 · Boezemmolen Nummer 7 · De Ceres · De Cornelis · De Francina · De Goudsblom · De Graankorrel · De Gravenlust · De Haas · Het Zeeuwse Wapen · Hoekmolen · De Hoop Delfshaven · De Hoop IJsselmonde · De Hoop Kralingen · De Hoop Overschie · De Hoop Rotterdam · De Kiesheidschemolen · De Kievit · De Korenaar · De Korenmolen · Kostverlorenmolen · Het Lam · Laantjesmolen · De Liefde · De Lokhorstermolen · De Maria · De Meerkoet · De Naarstigheid · De Noord · Oost-Blommersdijkse Molen · De Oranjeboom · De Pelikaan · Pendrechtse Molen · De Pomp · De Phoenix · De Reus · De Roode Leeuw · Rubroekse Molen · De Schulp · De Valk · Het Vertrouwen · De Vlaggeman · De Waakzaamheid · De Zuid · De Zwaan